# Simplicia trilineata
Simplicia trilineata là một loài bướm đêm trong họ Noctuidae.